# Bainoceratops efremovi
 Bainoceratops efremovi ("cara con cuernos de Bain Zag de Efremov") es la única especie conocida del género extinto Bainoceratops de dinosaurio marginocéfalo, leptoceratópsido, que vivió a finales del período Cretácico, hace aproximadamente 70 millones de años, durante el Campaniense, en lo que es hoy Asia. Sus restos se encontraron en Mongolia, en Bayn Dzak. Basado en una columna vertebral, parece estar relacionado con Leptoceratops y Udanoceratops.
Proveniente de la Formación Djadochta diferenciándose del común Protoceratops de la misma. Se calcula que pudo medir aproximadamente 3 metros de largo. Bainoceratops, como todos los ceratopsianos, era un herbívoro. Durante el Cretácico, plantas con flores eran "limitada geográficamente del paisaje", por lo que es probable que este dinosaurio se alimentaba de las plantas predominantes de la época: helechos, cícadas y coníferas. Habría utilizado su pico afilado de ceratopsiano para arrancar las hojas o agujas.